# HD 168625
HD 168625是一顆藍色特超巨星，也是亮藍變星候選者，位於人馬座，人們如果使用業餘望遠鏡可以很容易看到它。 它與藍色超巨星（藍色變星）HD 168607形成雙星，位於M17（歐米茄星雲）的東南方。

## 距離
天文學家對於HD 168625的距離多遠還有它與歐米茄星雲、HD 168607之間的關聯尚存疑問； 雖然有些人認為這兩顆恆星在物理上是相關的，也都屬於OB星協巨蛇座OB1，距離太陽的距離為2.2千秒差距（7,200 ly），根據蓋亞數據兩者的距離約為1.6千秒差距（ 5,200 ly）。2002年的一項研究估計這顆恆星距離太陽約為2.8 千秒差距（9,100 ly），與其他兩個天體無關。